# No Devotion
I No Devotion sono un gruppo musicale alternative rock gallese formatosi nel 2014.

## Storia del gruppo

### Primi anni (2014-2015)
La band si è formata nell'aprile 2014, pochi mesi dopo lo scioglimento dei Lostprophets: dopo giorni di voci, l'ex frontman dei Thursday, Geoff Rickly, ha confermato che avrebbe lavorato con i membri dei Lostprophets su un nuovo progetto attraverso la sua etichetta, Raccogliere Records. Il 1º luglio 2014 la band ha presentato il loro singolo di debutto Stay, insieme a un altro brano dal titolo Eyeshadow; nello stesso giorno ha annunciato un breve tour di quattro date tra Cardiff, Manchester, Londra e Glasgow con il gruppo Samoans a fare da supporto.
Il 6 ottobre 2014 sulla BBC 1 Radio Rockshow, Daniel P. Carter presentò in anteprima il secondo singolo 10,000 Summers, insieme con la b-side Only Thing.
Alla fine del 2014, il batterista Luke Johnson lasciò la band; la decisione venne presa nel 2014, ma non venne resa pubblica fino a gennaio 2015. Le registrazioni per l'album vennero completate da Matt Tong, batterista dei Bloc Party; per i concerti venne ingraggiato Phil Jenkins dei Kids in Glass Houses.

### Permanence(2015-2016)
Il 30 giugno 2015, la band annunciò Permanence, il primo album in studio, uscito nel mese di settembre, e pubblicò due singoli, Death Rattle e Addition.
Il 17 agosto 2015 venne pubblicato il singolo Permanent Sunlight. Il 29 e 30 agosto suonarono al Reading e Leeds Festival come parte del tour con Seether e Baroness. Il 27 agosto la band annunciò un tour europeo e uno americano. Durante una data in Germania, Geoff venne drogato e derubato e il concerto fu annullato.
Il 21 settembre 2015, quattro giorni prima dell'uscita ufficiale, Permanence venne pubblicato su SoundCloud. Il 17 novembre venne pubblicato il video musicale per il singolo Permanent Sunlight.

### Secondo album in studio (2016-presente)
Il 6 febbraio 2016 il gruppo annunciò di essere al lavoro su nuovo materiale, ma nell'agosto 2016 Geoff Ricky si riunì ai Thursday, lasciando incerto il futuro del gruppo.
Il 16 settembre 2022 viene pubblicato il secondo album No Oblivion.

## Formazione

### Ultima
- Geoff Rickly – voce (2014-presente)
- Lee Gaze – chitarra (2014-presente)
- Stuart Richardson – basso (2014-presente)

### Ex componenti
- Luke Johnson – batteria (2014-2015)
- Jamie Oliver – tastiera (2014-2017)
- Mike Lewis – basso (2014-2017)

## Discografia

### Album in studio
- 2015 – Permanence
- 2022 – No Oblivion